# فقدان الشهية العصابي
القهم العصبي أو القهم العُصابي أو فقدان الشهية العُصابي (بالإنجليزية: Anorexia nervosa) هو اضطراب في الأكل يتميز بانخفاض الوزن، تقييد الطعام، اضطراب صورة الجسم، الخوف من زيادة الوزن، والرغبة الطاغية في أن يكون الشخص نحيفًا. فقدان الشهية هو مصطلح من أصل يوناني: an- (ἀν-، بادئة تدل على النفي) و orexis (⁇ ρεξις، «شهية»)، يترجم حرفيا إلى «فقدان الشهية»؛ الصفة العصبي تشير إلى الطبيعة الوظيفية وغير العضوية للاضطراب. صاغ نورس فقدان الشهية العصبي في عام 1873، ولكن على الرغم من الترجمة الحرفية، فإن أعراض الجوع موجودة في كثير من الأحيان والسيطرة المرضية على هذه الغريزة هي مصدر رضا للمرضى.
عادة ما يرى الأفراد المصابون بفقدان الشهية العصبي أنفسهم يعانون من زيادة الوزن، على الرغم من أنهم في الواقع يعانون من نقص الوزن. يصف الدليل التشخيصي والإحصائي للاضطرابات النفسية هذه الأعراض الإدراكية بأنها «اضطراب في الطريقة التي يعاني بها وزن الجسم أو شكله». في الأبحاث والإعدادات السريرية، يسمى هذا العرض «اضطراب صورة الجسم». غالبا ما ينكر الأفراد المصابون بفقدان الشهية العصبي أن لديهم مشكلة في انخفاض الوزن. قد يزنون أنفسهم بشكل متكرر، يأكلون كميات صغيرة، ويأكلون أطعمة معينة فقط. يمارس البعض التمارين الرياضية بشكل مفرط، ويجبرون أنفسهم على التقيؤ (في النوع الفرعي «تطهير فقدان الشهية»)، أو يستخدمون المسهلات لفقدان الوزن والتحكم في أشكال الجسم، و/أو الشراهة في تناول الطعام. قد تشمل المضاعفات الطبية هشاشة العظام، عقم، تلف القلب، من بين أمور أخرى. غالبا ما تتوقف عن النساء الدورة الشهرية. في الحالات القصوى، يمكن إطعام المرضى الذين يعانون من فقدان الشهية العصبي الذين يرفضون باستمرار تناول كميات كبيرة من التدخلات الغذائية واستعادة الوزن، ويعلن أنهم غير أكفاء لاتخاذ القرارات من قبل طبيب نفسي، بالقوة تحت ضبط النفس عبر الأنبوب الأنفي المعدي بعد أن يطلبوا من والديهم أو وكلائهم اتخاذ القرار نيابة عنهم.
سبب فقدان الشهية غير معروف حاليا. يبدو أن هناك بعض المكونات الوراثية ذات التوائم المتطابقة التي تتأثر في كثير من الأحيان أكثر من التوائم الأخوية. يبدو أن العوامل الثقافية تلعب دورا أيضا، حيث أن المجتمعات التي تقدر النحافة لديها معدلات أعلى من المرض. بالإضافة إلى ذلك، يحدث بشكل أكثر شيوعا بين المشاركين في الأنشطة التي تقدر النحافة، مثل ألعاب القوى عالية المستوى، عرض الأزياء، والرقص. غالبا ما يبدأ فقدان الشهية بعد تغيير كبير في الحياة أو حدث محفز للإجهاد. يتطلب التشخيص وزنا منخفضا بشكل كبير وتستند شدة المرض إلى مؤشر كتلة الجسم (BMI) لدى البالغين الذين يعانون من مرض خفيف لديهم مؤشر كتلة الجسم أكبر من 17، ومؤشر كتلة الجسم المعتدل من 16 إلى 17، ومؤشر كتلة الجسم الشديد من 15 إلى 16، ومؤشر كتلة الجسم الشديد أقل من 15. في الأطفال، غالبا ما يستخدم مؤشر كتلة الجسم للنسبة المئوية للعمر أقل من المئين الخامس.
يتضمن علاج فقدان الشهية استعادة المريض مرة أخرى إلى وزن صحي، علاج مشاكله النفسية الكامنة، ومعالجة السلوكيات التي تعزز المشكلة. في حين أن الأدوية لا تساعد في زيادة الوزن، إلا أنها يمكن استخدامها للمساعدة في القلق أو الاكتئاب المرتبط بها. قد تكون طرق العلاج المختلفة مفيدة، مثل العلاج السلوكي المعرفي أو النهج الذي يتحمل فيه الآباء مسؤولية إطعام أطفالهم، والمعروف باسم العلاج الأسري مودسلي. في بعض الأحيان يحتاج الناس إلى دخول المستشفى لاستعادة الوزن. الأدلة على الاستفادة من تغذية الأنبوب الأنفي المعدي غير واضحة؛ قد يكون مثل هذا التدخل محزنا للغاية لكل من مرضى فقدان الشهية وموظفي الرعاية الصحية عند إعطاؤه ضد إرادة المريض تحت ضبط النفس. بعض الأشخاص الذين يعانون من فقدان الشهية سيكون لديهم حلقة واحدة ويتعافون بينما قد يعاني آخرون من نوبات متكررة على مر السنين. تتحسن العديد من المضاعفات أو تحل مع استعادة الوزن.
على الصعيد العالمي، يقدر أن فقدان الشهية يؤثر على 2.9 مليون شخص اعتبارا من عام 2015. يقدر أنه يحدث في 0.3٪ إلى 4.3٪ من النساء و0.2٪ إلى 0.3٪ من الرجال في البلدان الغربية في مرحلة ما من حياتهم. يتأثر حوالي 0.4٪ من الشابات في سنة معينة ويقدر أنه يحدث بشكل أكثر شيوعا بين النساء بعشر مرات من الرجال. المعدلات في معظم العالم النامي غير واضحة. غالبا ما يبدأ خلال سنوات المراهقة أو مرحلة الشباب. في حين أصبح فقدان الشهية أكثر شيوعا خلال القرن العشرين، فمن غير الواضح ما إذا كان هذا يرجع إلى زيادة في تواتره أو ببساطة تشخيص أفضل. تزيد اضطرابات الأكل أيضا من خطر وفاة الشخص من مجموعة واسعة من الأسباب الأخرى، بما في ذلك الانتحار. يموت حوالي 5٪ من الأشخاص المصابين بفقدان الشهية بسبب المضاعفات على مدى عشر سنوات، بزيادة الخطر بنحو ست مرات.

## الأعراض
هناك عدد من الصفات التي ليست بالضرورة تشخيصية لمرض فقدان الشهية، فقد يكون لها وجود شائع (ولكن ليست حصرية) موجودة مع هذا الاضطراب في الأكل.

### جسدية
التغيير في بنية الدماغ ووظيفته هي من علامات مبكرة في كثير من الأحيان أن ترتبط بالجوع، وتنعكس جزئيا عندما يتم استعاده الوزن الطبيعي. فقدان الشهية مرتبط أيضا بانخفاض تدفق الدم في الفص الصدغي، على الرغم من هذه النتائج لا تترابط مع الوزن الحالي، فمن الممكن أنه هو سمة للخطر بدلا من تأثير الجوع.
وقد تشمل الآثار الأخرى ما يلي:
- فقدان الوزن الشديد
- مؤشر كتلة الجسم اقل من 17.5 في البالغين، أو 85% من الوزن المتوقع لدى الأطفال.
- ضعف النمو.
- اضطراب الغدد الصماء، مما يؤدى إلى انقطاع الدورة الشهرية عند الإناث.
- تناقص الرغبة الجنسية؛ العجز الجنسي لدى الذكور.
- انخفاض الأيض، وبطء معدل ضربات القلب، انخفاض ضغط الدم، بارتفاع الضغط الانتصابي الشديد، انخفاض حرارة الجسم، [[عدم انتظام دقات القلب غير مناسب الجيوب الأنفية وعدم انتظام دقات القلب /5}]] وفقر الدم.
- هزولة الشعر
- نمو شعر فاتح على الجسم
- الشعور بالبرد باستمرار
- الإمساك
- شذوذ مستويات المعادن والكهرل
- نقص الزنك
- نقص البوتاسيوم
- متلازمة إعادة التغذية
- الانخفاض في عدد كرات الدم البيضاء
- تخفيض وظيفة الجهاز المناعي
- بهتان بشرة وذبول العينين
- انفتاح قناة أوستاكي
- صرير المفاصل والعظام
- ترقق العظام
- تجمع السوائل في الكاحلين أثناء النهار وحول العينين أثناء الليل
- تسوس الأسنان
- جفاف الجلد
- جاف أو مشقوق الشفتين
- ضعف الدورة الدموية (برودة الأطراف)، مما يسفر عن هجمات مشتركة من "الإبر والدبابيس" (مذل) وتلون الأطراف باللون البنفسجي
- في حالات فقدان الوزن الشديد، يمكن أن يكون هناك تدهور في الأعصاب، مما يؤدي إلى صعوبة في تحريك القدمين
- الصداع
- هشاشة الأظافر
- سهولة الإصابة بالكدمات
- مظهر الضعيف
- تباطؤ معدل نمو الثديين
- قروح الفراش والجروح التي لا تلتئم في الوقت المناسب
- ألم الجسم على نطاق واسع
- التعب الشديد
- الدوار، والإغماء، وعادة ما يتصل بانخفاض في ضغط الدم
- صعوبة في التركيز وضعف الذاكرة

### الأعراض النفسية
- اضطراب صورة الجسم
- ضعف البصر
- يكون التقييم الذاتي إلى حد كبير، من حيث الشكل والوزن
- الهوس حول الغذاء والوزن
- طلب المثالية
- الوسواس القهري
- الاعتقاد بأن الرقابة على الغذاء والجسم هو المرادف للسيطرة على حياة الفرد
- رفض قبول أن وزن الشخص منخفض بشكل خطير حتى عندما يمكن أن يكون قاتلا
- ضعف الأعصاب في أوزان الجسم المنخفضة جدا

### الأعراض عاطفية
- انخفاض احترام الذات وتقدير الذات
- الخوف من البدانة
- الاكتئاب السريري أو مزمنة انخفاض المزاج
- تقلب المزاج

### الأعراض السلوكية
- ممارسة الرياضة بأفراط، وتقييد تناول الغذاء
- التكتم عن الأكل أو التمارين الرياضية
- الإغماء
- الانسحاب الاجتماعي والأنانية
- إيذاء النفس، تعاطي المخدرات أو محاولات الانتحار
- زيادة الحساسية حول وزن الجسم
- العدوانية عند الإجبار على تناول الأطعمة «ممنوعة»
- وزن الجسم باستمرار وفحص أنفسهم في المرآة

### قضايا التشخيص والخلافات
غالبا ما يصعب التمييز بين من تشخيص مرض فقدان الشهية العصبي، والشره الم العصبي واضطرابات الطعام التي لم تحدد في الممارسة العملية، وهناك تداخل كبير بين المرضى الذين تم تشخيصهم لهذه الشروط. وعلاوة على ذلك، على ما يبدو تغييرات طفيفة في وجود المريض في السلوك العام أو الموقف (مثل الشعور «بالسيطرة» على أي سلوك نهم) يمكن أن يغير من التشخيص «فقدان الشهية: الإفراط في الأكل من نوع» لشره المرضي للطعام. ليس من غير المعتاد لشخص مصاب باضطراب في تناول الطعام إلى «التحرك من خلال» التشخيصات المختلفة كما له أو لها السلوك والمعتقدات تتغير بمرور الوقت.
وبالإضافة إلى ذلك، فمن المهم أن نلاحظ أن الفرد قد لا يزال يعاني من الصحة أو مهددة للحياة اضطراب في الأكل (على سبيل المثال، شبه السريرية فقدان الشهية العصبي أو EDNOS) حتى ولو إشارة واحدة أو تشخيص أعراض ما زال موجودا. على سبيل المثال، عددا كبيرا من المرضى الذين شخصت إصابتهم EDNOS تفي بجميع المعايير لتشخيص مرض فقدان الشهية العصبي، ولكنها تفتقر إلى ثلاث دورات متتالية غاب الطمث اللازمة لتشخيص مرض فقدان الشهية.
النسوية كتاب مثل سوزي أورباخ وناعومي وولف وانتقد الطبي المدقع واتباع نظام غذائي للتخسيس وتحديد مكان وجود مشكلة داخل المرأة المتضررة، وليس في مجتمع يفرض مفاهيم ركاكة غير معقولة وغير صحية كمقياس لجمال النساء واكتساب وزن. وكتاب أخر قد اشارت إلى ان اضطراب يتصل بقضايا التصور الذاتي التي هي أعمق من القلق مع الجمال والتصور العام.
وهناك مناقشات نشطة موجودة في موضوع ما إذا كانت اضطرابات الأكل هي اختيار أو مرض بيولوجي. [بحاجة لمصدر] في عام 2006، كتب الدكتور توماس Insel، مدير المعهد القومي الأميركي للصحة العقلية، رسالة مفتوحة إلى اللجنة الوطنية لاضطرابات الأكل رابطة تفيد «اضطرابات الأكل هي اضطرابات في المخ.»

## الأسباب والعوامل المساهمة
من الواضح أنه لا يوجد سبب واحد لفقدان الشهية، وأنه نابع من خليط من العوامل البيولوجية والاجتماعية والنفسية. وتركز الأبحاث الحالية عادة على شرح العوامل الموجودة، والكشف عن أسباب جديدة. ومع ذلك، هناك جدلا كبيرا حول مدى مساهمة كل واحد من الأسباب المعروفة في تطور فقدان الشهية. بوجه خاص، مساهمة وسائل الإعلام في الضغوط على النساء ليكونوا انحف كانت أكثرها إثارة للجدل.

### العوامل الفسيولوجية

#### العوامل الوراثية
أقترحت دراسات الأسرة والتوائم ان العوامل الوراثية تساهم في حوالي 50% من التفاوت في تطور الاضطراب في الأكل، وأنه أسهم في فقدان الشهية المخاطر الجينية مع الاكتئاب. وتشير الدلائل إلى أن هذه الجينات التي تؤثر على حد سواء تنظيم الأكل، والشخصية والعاطفة، وربما يكون من أهم العوامل المساهمة. في دراسة واحدة، وارتبطت الاختلافات في بافراز الجين الناقل المروج مع فقدان الشهية العصبي تقييدية، ولكن لا يسرفن في تطهير فقدان الشهية (رغم أن هذا الأخير قد يكون بسبب صغر حجم العينة).
عدة نماذج من القوارض مصابة بفقدان الشهية وضعت إلى حد كبير والتي تنطوي على تعريض الحيوانات لعوامل الإجهاد البيئي المختلفة أو باستخدام الفئران بالضربة القاضية جين لاختبار فرضيات حول الآثار المترتبة على بعض الجينات. هذه النماذج قد اقترح أن المهاد - النخامية محور الكظرية قد يكون عاملا مساعدا. ومع ذلك، فإن هذه النماذج قد انتقد مثل الغذاء ويجري محدود من مجرب وليس الحيوان ويمكن أن لا تأخذ في الاعتبار عوامل معقدة الثقافية المعروفة بتأثيرها على تطور مرض فقدان الشهية العصبي.

#### العوامل العصبية الحيوية
هناك ارتباطات قوية بين السيروتونين الناقل العصبي وأعراض نفسية مختلفة مثل المزاج، والنوم، والتقيؤ، والحياة الجنسية والشهية. ومن المراجعة الأخيرة للكتابات العلمية اقترحت أن فقدان الشهية ويرتبط نظام بالانزعاج السيروتونين، ولا سيما على مستويات عالية في المناطق في الدماغ مع 5HT 1A </الفرعي> مستقبلات—وضع نظام خاص يرتبط القلق، المزاج وسيطرته على نزواته. التجويع قد الافتراضى أن تكون هناك استجابة لهذه الآثار، كما هو معروف لخفض التربتوفان والستيرويد هرمون التمثيل الغذائي، والتي، بدورها، يمكن أن تقلل من مستويات السيروتونين في هذه المواقع الحرجة، وبالتالي تجنب القلق. في المقابل، ودراسات للمستقبلات السيروتونين 5HT 2A (مرتبطة بتنظيم التغذية، والمزاج، والقلق)، تشير إلى أن النشاط السيروتونين هو تناقص في هذه المواقع. واحد مع صعوبة هذا العمل هو أنه من الصعب في بعض الأحيان سببا منفصلا والواقع، أن هذه الاضطرابات في لneurochemistry الدماغ قد يكون قدر نتيجة للمجاعة ومستمر من السمات القائمة التي قد يؤهب شخص لتطوير فقدان الشهية. ومع ذلك، هناك أدلة على أن كلا من الخصائص الشخصية (مثل القلق والكمالية) والاضطرابات في نظام السيروتونين لا تزال واضحة بعد مريضا شفوا من مرض فقدان الشهية. هذا يشير إلى أن هذه الاضطرابات من المرجح أن تكون عوامل الخطر السببية.
وتشير الدراسات الحديثة إلى أن فقدان الشهية قد يكون مرتبط برد فعل المناعة الذاتية لميلانوكورتين الببتيدات التي تؤثر في الشهية والإجهاد الاستجابات. المأخوذ من دماغ عامل التغذية العصبية (عامل التغذية العصبية) هو أيضا قيد التحقيق كسبب محتمل.

#### العوامل الغذائية
يسبب نقص الزنك نقصا في الشهية التي يمكن أن تتحول في فقدان الشهية العصبي (أي)، واضطرابات الشهية، وخاصة، وعدم كفاية التغذية من الزنك. وقد دعى باكان إلى استعمال الزنك في علاج فقدان الشهية العصبي قد منذ عام 1979. وقد أظهرت ما لا يقل عن خمس حالات أن الزنك تحسن في فقدان الشهية وزيادة الوزن. وفي عام 1994 استخدم بلاسيبو عشوائي مزدوج العمى، وقد أظهر أن الزنك (14 ملغ يوميا) ضاعف معدل الزيادة في كتلة الجسم لعلاج حالة.
نقص المغذيات الأخرى مثل التيروسين والتربتوفان (السلائف من العصبي مونوامين ق بافراز والسيروتونين، على التوالي)، وكذلك فيتامين B1 (الثيامين) يمكن أن تساهم في هذه الظاهرة من سوء التغذية.

### عوامل نفسية
كان هناك قدر كبير من الدراسات عن العوامل النفسية التي تقترح كيفية التحيزات في التفكير والتصور مساعدة في الحفاظ على، أو تسهم في خطر الإصابة بفقدان الشهية المرضي.
ويعتقد ان السلوك الأكل العصبي ينبع من مشاعر السمنة وجاذبية والتي تحتفظ بها مختلف التحيز المعرفي أن تغير الطريقة التي يقيم الفرد المتضررة ويفكر في أجسامهم، والغذاء، وتناول الطعام.
ومن أكثر النتائج المعروفة جيدا هي أن الناس مع فقدان الشهية يميلون إلى المبالغة في تقدير حجم أو سمنة أجسامهم. ومن المراجعة الأخيرة من البحوث في هذا المجال تشير إلى أن هذه ليست مشكلة الإدراك الحسي، ولكن كيف واحدة من المعلومات الحسية يتم تقييمها من قبل الشخص المتضرر. تشير الأبحاث الحديثة إلى أشخاص الذين يعانون من فقدان الشهية العصبي قد تفتقر إلى نوع من التحيز القائم على الثقة المفرطة التي غالبية من الناس يشعرون أنهم أكثر جاذبية من غيرها من شأنه أن نسبة منهم. في المقابل، والشعب مع فقدان الشهية العصبي ويبدو أن أكثر دقة القاضي جاذبيتهم الشخصية بالمقارنة مع الناس تتأثر، مما يعني أنها يمكن أن انعدام هذه الثقة بالنفس تعزيز التحيز.
الناس مع فقدان الشهية تم العثور على بعض سمات الشخصية التي يعتقد أن تهيء لهم لتطوير اضطرابات الأكل. مستويات عالية من هاجس (خضوعها للالافكار الدخيلة حول الغذاء والوزن القضايا ذات الصلة)، وضبط النفس (أن تكون قادرة على محاربة الفتن)، والمستوى السريري للالكمالية (السعي المرضية للمعايير الشخصية العالية، وضرورة السيطرة) قد تم كما استشهد شائع عن العوامل في الدراسات البحثية.
ذلك هو الحال غالبا أن غيرها من الصعوبات النفسية ودإط المرض العقلي موجود جنبا إلى جنب مع فقدان الشهية العصبي في المتألم. السريرية والاكتئاب، الوسواس القهري، تعاطي المخدرات واحد أو أكثر من اضطرابات في الشخصية هي الشروط التي يرجح أن المرضية مع فقدان الشهية، ومستويات عالية من القلق والاكتئاب من المحتمل أن تكون موجودة بغض النظر عما إذا كانت تلبي المعايير التشخيصية لمتلازمة محددة.
أشار البحث في علم النفس العصبي من فقدان الشهية إلى أن كثيرا من النتائج التي لا تتفق في جميع الدراسات وأنه من الصعب التفريق بين آثار الجوع على الدماغ من أي خصائص طويلة الأمد. ومع ذلك، يمكن الاعتماد عليها بشكل معقول واحد هو أن تلك الحقائق مع فقدان الشهية وضعف المرونة الإدراكية (القدرة على تغيير أنماط التفكير في الماضي، لا سيما ربط وظيفة الفص الجبهي ليالي والجهاز التنفيذي).
واقترحت دراسات أخرى أن هناك بعض الاهتمام والتحيز الذاكرة التي يمكن الحفاظ على فقدان الشهية. التحيزات سيكلوجية الانتباه ويبدو أن التركيز بصفة خاصة على هيئة شكل الجسم والمفاهيم المرتبطة بها، وجعلها أكثر بروزا للمتضررين من الشرط، وبعض الدراسات المحدودة وجدت أن تلك مع فقدان الشهية قد يكون من الأرجح أن نذكر المواد ذات الصلة من المواد غير ذات صلة.
وإن كان هناك الكثير جدا من البحوث في العوامل النفسية، وهناك عدد قليل نسبيا من الفرضيات التي تحاول تفسير الشرط ككل.
أقام البروفيسور كريس فايربرن، من جامعة أوكسفورد وزملاؤه «نموذج تشخيص»، يهدف إلى توضيح كيفية فقدان الشهية، فضلا عن الاضطرابات المرتبطة به مثل الشره المرضي العصبي والضعف الجنسي. نموذجهم هو وضعها مع العلاجات النفسية، لا سيما العلاج السلوكي الإدراكي، في الاعتبار، ولذا تقترح المجالات التي يمكن أن توفر للأطباء العلاج النفسي.
ويقوم النموذج على فكرة أن كل اضطرابات الأكل الكبرى (مع استثناء من البدانة) حصة أساسية من بعض أنواع الأمراض النفسية التي تساعد على الحفاظ على الأكل اضطراب السلوك. وهذا يشمل الكمال السريري، والثقة بالنفس المنخفضة دائما، وتعصب المزاج (عدم القدرة على التعامل بشكل مناسب مع الدول عاطفية معينة) والصعوبات الشخصية.

#### العوامل الاجتماعية والبيئية
أهتمت الدراسات الاجتماعية والثقافية بدور العوامل الثقافية، مثل الترويج للنحافة بوصفها الشكل المثالي الإناث في الدول الصناعية الغربية، ولا سيما من خلال وسائل الإعلام. وأشارت دراسة حديثة وبائية من 989.871 من سكان السويدية أشارت إلى أن الجنس، العرق والوضع الاجتماعي والاقتصادي والتأثيرات الكبيرة على فرصة لتطوير فقدان الشهية، مع تلك مع أبوين غير الأوروبية من بين الأقل احتمإلا أن يكون تشخيص الحالة، وتلك الغنية في والأسر البيضاء هم الأكثر عرضة للخطر. وكشفت دراسة كلاسيكية من غارنر وGarfinkel أثبتت أن الذين في المهن التي يوجد فيها ضغوط اجتماعية معينة لتكون نحيفة (مثل العارضات وراقصة ليالي كن أكثر عرضة لتطوير مرض فقدان الشهية خلال حياتهم المهنية،، وإجراء مزيد من البحوث وقد اقترح هؤلاء مع فقدان الشهية وأعلى بكثير من الاتصال مع المصادر الثقافية التي تشجع على فقدان الوزن.
على الرغم من فقدان الشهية العصبي يترافق عادة مع الثقافات الغربية، والتعرض لوسائل الاعلام الغربية ويعتقد أنها أدت إلى زيادة في عدد الحالات في البلدان غير الغربية. ومع ذلك، فمن الجدير بالذكر أن الثقافات الأخرى قد لا يتم عرض نفس «المخاوف من الدهون» رهابي عن أن تصبح مثل تلك الدهون مع الحالة في الغرب، وبدلا من ذلك قد الحالي مع انخفاض الشهية مع السمات المشتركة الأخرى.
هناك نسبة عالية من الخبرات عن الاعتداء على الأطفال جنسيا في مجموعات السريرية الذين تم تشخيص مرض فقدان الشهية (تصل إلى 50% في أولئك الذين تم ادخالهم اجنحة المرضى الداخليين، مع انتشار أقل بين الأشخاص الذين تم علاجهم في المجتمع). على الرغم من قبل الاعتداء الجنسي لا يعتقد أن عوامل الخطر المحددة لفقدان الشهية، وأولئك الذين قد تعرضوا لمعاملة من هذا القبيل من المرجح أن يكون أكثر جدية والأعراض المزمنة.
على شبكة الإنترنت قد مكن بفقدان الشهية والشره المرضي للاتصال والتواصل مع بعضها الآخر من خارج بيئة المعاملة، مع مخاطر أقل بكثير من الرفض من جانب التيار الرئيسي للمجتمع. مجموعة متنوعة من المواقع موجودة، الذين يعانون من بعض المواقع التي تديرها، من قبل بعض الذين يعانون من السابق، وبعض من المهنيين. غالبية هذه المواقع دعم وجهة نظر طبية من فقدان الشهية واضطراب لمعالجتها، رغم أن بعض الأشخاص المتضررين من فقدان الشهية وقد شكلت الموالية الإنترنت - المجتمعات آنا أن نرفض الرأي الطبي ويجادلون بأن فقدان الشهية هو «خيار أسلوب الحياة»، وذلك باستخدام شبكة الإنترنت للحصول على الدعم المتبادل، ومبادلة نصائح فقدان الوزن. هذه المواقع كانت موضع اهتمام وسائل الإعلام كبيرة، إلى حد كبير مع التركيز على المخاوف من أن هذه المجتمعات قد تشجيع الشابات على تطوير أو الحفاظ على اضطرابات الأكل، والتي تم اتخاذها حاليا نتيجة لذلك.

## الشفائية
يعتقد ان لفقدان الشهية أعلى معدل وفيات من أي اضطراب نفسي، 6-20% من الذين تم تشخيصهم بهذا الاضطراب يموتون في النهاية نتيجة لأسباب ذات الصلة به. معدل الانتحار في الأشخاص الذين يعانون من فقدان الشهية هو أيضا أعلى من المعدل العام، ويعتقد أنه هو السبب الرئيسي لوفاة المنتحرين.

## الحدوث والانتشار والعوامل الديموغرافية
غالبية البحوث في حدوث وانتشار مرض فقدان الشهية تم القيام بها في البلدان الصناعية الغربية، وبالتالي النتائج تكون عادة غير قابل للتطبيق خارج هذه المناطق. بيد أن الاستعراضات التي جرت مؤخرا من الدراسات حول علم الأوبئة من مرض فقدان الشهية اشارت إلى وجود حالات من بين 8 و13 حالة لكل 100,000 شخص سنويا، ومتوسط انتشار 0.3% باستخدام معايير صارمة للتشخيص. هذه الدراسات تؤكد أيضا عن رأي مفاده أن الشرط يؤثر إلى حد كبير من الإناث الشباب المراهقين، والإناث بين 15 و19 سنة يشكلون 40% من جميع الحالات. وعلاوة على ذلك، في معظم الحالات من غير المرجح ان تكون على اتصال مع خدمات الصحة العقلية. ككل، وحوالي 10% من المصابين هم من الذكور، وفقدان الشهية نحو 90% من المصابين هم من الإناث فقدان الشهية. ولكن، لا ينحصر فقدان الشهية في أي سن أو الديموغرافية. في مارس 2008، مات المحاضر الجامعي والدكتور في علم النفس البريطاني روزماري بوب، من مرض فقدان الشهية. فقدان الشهية وقد أبلغ عن حدوث طوال حياة المريض تمتد إلى السبعينات والثمانينات. بالإضافة إلى ذلك، يمكن أن تحدث في بداية الستينات واحدة أو في وقت لاحق. الإيطالي لحرف الفاعل، توفي جيوفاني Rovini، من بداية ظهور الأعراض تبدأ في تقريره مطلع التسعينات.

## العلاج
في أول علاج لفقدان الشهية عادة ما يركز على اكتساب الوزن العاجل، وخصوصا مع أولئك الذين لديهم ظروف خطيرة تتطلب العلاج في المستشفيات. ولا سيما في الحالات الخطيرة، يمكن ان يتم ذلك كعلاج إلزامي في المستشفى بموجب قانون الصحة العقلية، حيث وجدت هذه التشريعات. في معظم الحالات، ومع ذلك، مع فقدان الشهية الناس يعاملون معاملة المرضى الخارجيين مع مدخلات من الطبيب، الطبيب نفسي، وعلماء النفس السريري وغيرهم من العاملين في مجال الصحة العقلية.
وتلعب العلاجات الدوائية دورا أقل بكثير في فقدان الشهية للكثير من الاضطرابات النفسية الأخرى. هناك بعض الأدلة من أجل الاستفادة من العلاجات الدوائية ولكن استخدام الدواء في فقدان الشهية ليس كل ما هو راسخ. العديد من الأدوية قد جربت مختلطة ولكن كانت النتائج غير مشجعة في معظمها. وهناك تقارير مختلفة بشأن استخدام وفعالية فلوكستين لمنع الانتكاس فقدان الشهية. كان هناك بعض تشجيع البحوث حول استخدام مضادات الذهان في علاج مرض فقدان الشهية، وهما الأكثر أولانزابين، ريسبيريدون وquetiapine. [بحاجة لمصدر] لكن على العموم لا يوجد دليل مقنع على فعالية أي عقاقير لعلاج مرض فقدان الشهية في جملة إما حادة أو مزمنة من الاضطراب. فقدان الشهية هي واحدة من عدد قليل من الاضطرابات النفسية التي قد يكون قال هذا. حتى الآن، لا يوجد نوع معين من العلاج النفسي ويبدو أن تظهر أية ميزة عموما بالمقارنة مع أنواع أخرى.
وقد ثبت أيضا أن العلاج الأسري علاج فعال للمراهقين المصابين بفقدان الشهية، على وجه الخصوص، الطريقة التي وضعتها مستشفى ماودسلي وسميت بأسلوب ماودسلي أو العلاج الأسري وهي تستخدم بشكل واسع وجدت للحفاظ على التحسن طوال الوقت.
نهجا بديلا للعلاج وقد اقترح لكل Sodersten في السويد، الذي وجد أن السمات الرئيسية للأنماط فقدان الشهية (بطيء، والأكل المتعمد، وفرط النشاط، وانخفاض درجة حرارة الجسم) ويبدو أن تعزز من هذا الاضطراب. Sodersten في المجموعة تشير إلى أن إبقاء المرضى الحار ونشط بشكل طبيعي، وتشجيع المزيد من وجبة عادية أخذ أنماط، يمكن من المساعدات (Sodersten ف (2003)، فقدان الشهية العصبي : نحو العلاج neurbiologically مقرها. J. الأوروبي الصيدلة، 480، 67-74).
المخدرات العلاجات، مثل [[سري]|مثبطات السيروتونين]] أو غيره من مضادات الاكتئاب الدواء، لم يعثر على أن تكون إما عامة فعالة لعلاج مرض فقدان الشهية، أو منع الانتكاس، وإن كان قد لوحظ أيضا أن هناك عدم وجود بحوث كافية في هذا المجال. ومن الشائع، ولكن لمضادات الاكتئاب أن يشرع، في كثير من الأحيان مع القصد من محاولة لعلاج الاكتئاب والقلق المرتبطة بها.
مكملات مع 14 ملغ / يوم من الزنك على النحو الموصى به هو العلاج الروتيني لفقدان الشهية العصبي نتيجة لدراسة تظهر مضاعفة استعادة الوزن بعد العلاج مع الزنك قد بدأ. آلية العمل يفترض نظريا أن تكون زيادة فعالية النقل العصبي في اجزاء مختلفة من الدماغ، بما في ذلك اللوزة، بعد كمية كافية من الزنك الناتجة تبدأ في زيادة الشهية.
هناك العديد من المنظمات غير الربحية والجماعات المحلية التي تقدم الدعم والمشورة للأشخاص الذين يعانون من فقدان الشهية أو الذين يقدمون الرعاية لمريض.

### العلاج الأسري أو أسلوب ماودسلي
العلاج الأسري قد تبين أنه يكون علاجا فعالا للمراهقين والشباب (الذين تقل أعمارهم عن 19 عاما) الذين يعانيون من فقدان الشهية العصبي مع تاريخ قصير (أقل من 3 سنوات). تطور الثمانينات في مستشفى ماودسلي في لندن، ويعرف أيضا العلاج الأسري بعلاج ماودسلي أو أسلوب ماودسلي. وهناك طريقة مشابهة إلى حد ما على أساس طريقة ماودسلي تسمى نظم العلاق الأسرية السلوكية هي أيضا طريقة واعدة، وفقا للدراسات. وفرع آخر من أسلوب، يسمى علاج يوم الأسرة المتعددة، ويجري حاليا تقييمه.
"في هذا الوقت، فإن قاعدة الأدلة هي الأقوى لنموذج ماودسلي للعلاج الأسري لمرض فقدان الشهية العصبي"، وفقا لورقة 2008 نشرت في دورية طب الأطفال والمراهقين علم النفس في عام 2008 نشر البحوث المتعلقة بالأسرة التدخلات القائمة على إشراك المراهقين تظهر أن "4-5 سنوات في المتابعة، فإن الغالبية (60-90 ٪) قد شفى تماما 10-15% فقط، بينما ستظل في حالة مرضية خطيرة. الأسرة والعلاج للمرضى الخارجيين ويقارن بشكل ايجابي جدا لطرائق العلاج الأخرى مثل الرعاية الصحية للمرضى المقيمين فيها معدلات الشفاء الكامل تتفاوت بين 33% -- 55 ٪.
يرى العلاج الأسري ان والدا المريض هم أفضل مساعد على الشفاء. الآثار المترتبة على إتباع نظام غذائي (أو عدم كفاية الغذاء للإنسان في مستوى النشاط) تنشئ لكثير من الناس دورة ذاتية الإدامة التي تتطلب التدخل. في هذا الأسلوب، يعتبر الوالدين من أكثر الناس التزاما وتدخلا في حياة المريض، وبالتالي أفضل المؤهلين لايجاد سبل لمحاربة المرض، لاستعادة الوزن الصحي، والتخلص من السلوكيات غير الصحية، وإلى عودة أبنائهم إلى طور المراهقة العادية والتخلص من الاضطراب في الأكل. [بحاجة لمصدر]
ومع التركيز العلاج الأسري على استعادة كامل الوزن كأساس للشفاء، يختلف عن الأساليب الأخرى التي تعتمد على بصيرة المريض والتحفيز على النحو اللازم للشفاء. يواجه العلاج الأسري أيضا تحديات وجهة النظر التقليدية للأمراض النفسية [مبهم] التي ترى أن اختلال وظيفة الأسرة والوالدين هي السبب الرئيسي في اضطرابات الأكل، وتتساءل عن دور الأهل في العلاج. هذا الأسلوب مناسب أيضا للشره المرضي للمرضى كبار السن الذين تقدر أسرهم على القيام بهذا الدور. [بحاجة لمصدر]
ومنذ استخدامه بنجاح في المملكة المتحدة، انتشر أسلوب العلاج هذا في الولايات المتحدة، وأستراليا، وكندا، وينظر إليه على انه نموذج بديل للمرضى. وقد أيد بحث العلاج الأسري للاستخدام مع الأطفال والمراهقين الذين يعيشون في المنزل. واستخدمت بنجاح إصدارات معدلة للأسلوب مع المرضى من كبار السن، تدريبات متعددة لجموعات الأسر، ومرضى اضطراب الأكل بنهم، وللزوجين. ومعدلات نجاح العلاج واعدة: تشير حالات صغيرة إلى 75-90% من المرضى لا يزالوا معافين بعد خمس سنوات من العلاج لمرض فقدان الشهية، في حين أن معظم العلاجات الأخرى تظهر فقط ثلث المرضى في الشفاء الطويل الأجل. [بحاجة لمصدر]

#### المنهجية
في معظم الحالات، يتكون العلاج من ثلاث مراحل على مدى فترة من 6 إلى 12 شهرا، بقيادة أخصائي في العلاج الأسري، مع إشراك جميع أفراد العائلة في جلسات تستمر لمدة ساعة أسبوعيا. ويتم تدريب الوالدان على كيفية مساعدة المريض على تناول الطعام (و/أو وقف التطهير والإفراط في ممارسة الرياضة) ويتم تشجيع أخوته لمساعده أخيهم. ولا يطالب ولا يتوقع من المرضى التعاون؛ في الدورة الأولى العلاج الأسري تؤكل وجبة طعام في مكتب الطبيب المعالج ويطلب من المريض مقاومة الأكل لملاحظة تفاعل الأسرة حول وجبة الطعام.
ويختلف قليلا علاج الشره المرضي: فالمرضى، عادة أكبر سنًا وأكثر استعدادًا للانخراط في العلاج، وأكثر مشاركة.
لا يلقى باللوم على أحد في العلاج الأسري؛ ولا يعتبر المرض من خطأ أحد، والعثور على سبب الاضطراب في الأكل ليس جزءًا من العلاج على الإطلاق. بالنسبة للكثيرين تخف بشدة أو تختفي الأعراض تمامًا، والسلوكيات والطقوس المصاحبة لفقدان الشهية نتيجة إعادة التغذية واستعادة كامل الوزن. ويستفيد كثير من المرضى من العلاج النفسي بعد استعادة الوزن، ولكن هذا العلاج ليس جزءًا من العلاج العائلي.
المراحل الثلاث للعلاج هي:
- سيطرة الآباء على قرارات: لماذا، ومتى، وكم مره يأكل المريض سوء. والهدف من ذلك هو إعادة تغذية المريض، وعادة في غضون 1-3 أشهر.
- بعد الاقتراب من استعادة الوزن، تقل السيطرة على المريض بعناية
- في المرحلة الأخيرة، يعمل المعالج والأسرة من أجل استعادة أسلوب الحياة العادية والسن بشكل مناسب، والعلاقات بين أفراد الأسرة.

### أهداف العلاج الأسري
- مساعدة الأسرة على تحسين الأداء الاجتماعي.
- مساعدة الأسرة على تحقيق التماسك الأسري.
- مساعدة الأفراد على تناول مشكلاتهم[57]

### أدوار المعالج الأسري
1. يرتبط المعالج الأسري بالأسرة معتبرًا نفسه عضوًا فاعلًا ومتفاعلًا في النسق العلاجي.
2. العمل علي تكوين اتصالات علاجية فعالة لمعاونة المساهمين في هذه الاتصالات.[58]

## قراءة إضافية
- Bailey AP, Parker AG, Colautti LA, Hart LM, Liu P, Hetrick SE (2014). "Mapping the evidence for the prevention and treatment of eating disorders in young people". J Eat Disord. ج. 2 ع. 1: 5. DOI:10.1186/2050-2974-2-5. PMC:4081733. PMID:24999427.{{استشهاد بدورية محكمة}}:  صيانة الاستشهاد: أسماء متعددة: قائمة المؤلفين (link) صيانة الاستشهاد: دوي مجاني غير معلم (link)
- Coelho GM, Gomes AI, Ribeiro BG, Soares Ede A (2014). "Prevention of eating disorders in female athletes". Open Access J Sports Med. ج. 5: 105–13. DOI:10.2147/OAJSM.S36528. PMC:4026548. PMID:24891817.{{استشهاد بدورية محكمة}}:  صيانة الاستشهاد: أسماء متعددة: قائمة المؤلفين (link) صيانة الاستشهاد: دوي مجاني غير معلم (link)
- Luca A, Luca M, Calandra C (2015). "Eating Disorders in Late-life". Aging Dis. ج. 6 ع. 1: 48–55. DOI:10.14336/AD.2014.0124. PMC:4306473. PMID:25657852.{{استشهاد بدورية محكمة}}:  صيانة الاستشهاد: أسماء متعددة: قائمة المؤلفين (link)

## وصلات خارجية

### موارد إعلامية
- العيد -- تمكين الأسر ودعم معالجة اضطرابات الأكل
- مشروع جوي : ويحركها المستهلك غير الربحية التي توفر المعلومات، والموارد، ودعم الانتعاش الضعف الجنسي
- برنامج جامعة كاليفورنيا اضطرابات الأكل
- فهم يأكلون استغاثة من جمعية خيرية للصحة العقلية عقل
- MayoClinic اضطرابات الأكل المعلومات
- بي بي سي للصحة النفسية على اضطرابات الأكل
- فقدان الشهية العصبي أتش أس دايركت
- فقدان الشهية العصبي : علامات والأعراض وأسبابها وآثارها، والعلاجات معلومات مفيدة عن فقدان الشهية
- فقدان الشهية العصبي : التخريب الذاتي في مرحلة المراهقة تقسيم المراهقين، Sté جوستين مستشفى، شركة المطارات - CAAH

### قصص وتقارير وسائل الاعلام
- وغني عن فقدان الشهية والتكنولوجيا الفائقة -- مجلة تايم على المواقع المؤيدة للآنا.
- مكافحة مرض فقدان الشهية : لا أحد يلام -- مجلة نيوزويك على تزايد انتشار مرض فقدان الشهية في الشباب.
- 4 مزيد من الأخبار تقريرا عن اضطرابات الأكل كيف تؤثر بشكل متزايد على الرجال فضلا عن النساء.
- "هذه هي قصة كارين كاربنتر فقدان الشهية من نجاحها في نجارين إلى وفاتها في نهاية المطاف في عام 1983. نسخة محفوظة 2 فبراير 2010 على موقع واي باك مشين.
- الموارد على فقدان الشهية العصبي وغيرها من اضطرابات الأكل ساعة بما في ذلك برنامج طويل حول هذا الموضوع.